# Liste de rifts
Cet article recense des rifts.

## Liste
- Rift d'Asal
- Rift Baïkal
- Rift est-africain
- Rift du golfe de Suez
- Rift de Keweenaw (ou rift médio-continental)
- Rift de la mer de Laptev
- Rift de la mer rouge
- Rift ouest-européen
- Rift du Rio Grande
- Rift transantarctique